# Thalassodes hyraria
Thalassodes hyraria là một loài bướm đêm trong họ Geometridae.